# Santa (provincie)
| Santa                                                  | Santa                        |
| ------------------------------------------------------ | ---------------------------- |
| Steagul capitalei                                      |                              |
| Harta localizării provinciei în cadrul regiunii Ancash |                              |
| Informații generale                                    |                              |
| Nume nativ                                             | Provincia de Santa           |
| Țară                                                   | Peru                         |
| Regiune                                                | Ancash                       |
| Fondare                                                | 12 februarie 1821            |
| Primar                                                 | Luis Arroyo (2007-2010)      |
| - Capitală                                             | Chimbote                     |
| - Suprafață totală                                     | 4005 km2                     |
| Cel mai înalt punct                                    | Coñocranra, 5181 m.d.n.m.    |
| - Districte                                            | 9                            |
| Populație                                              |                              |
| An recensământ                                         | 2012 (estimare)              |
| - Totală                                               | 427,157                      |
| - Densitate                                            | 0,11/km2                     |
| Fus orar                                               | UTC-5                        |
| Sit web                                                | http://www.munisanta.gob.pe/ |
| UBIGEO                                                 | 0201                         |
| Modifică text                                          |                              |

Santa este una dintre cele douăzeci de provincii din regiunea Ancash din Peru. Capitala este orașul Chimbote. Se învecinează cu provinciile Pallasca, Corongo, Huaylas, Yungay, Casma și cu regiunea La Libertad.

## Diviziune teritorială
Provincia este divizată în 9 districte (spaniolă: distritos, singular: distrito):
- Chimbote
- Cáceres del Perú
- Coishco
- Macate
- Moro
- Nepeña
- Nuevo Chimbote
- Samanco
- Santa